# Reino de Vananda
Reino de Vananda (em armênio/arménio: Վանանդի թագավորություն) ou Reino de Carse (Կարսի թագավորություն) foi um reino armênio medieval formado em 963 pelo filho de Abas I (r. 928–953), Musel Bagratúnio (m. 984), com capital em Carse. Por ocasião de sua fundação, a capital do Reino da Armênia foi transferida para Ani. A extensão de sua independência real de Ani é incerta: estava sempre na posse dos parentes dos reis de Ani e, após a captura de Ani pelo Império Bizantino em 1045, o título Bagratúnio "rei dos reis" foi transferido para o governante de Carse. Em 1064, logo após a captura de Ani pelo sultão Alparslano, o rei Cacício prestou homenagem aos seljúcidas para que não sitiassem Carse. Em 1065, cedeu o reino ao Império Bizantino, mas em seguida Carse foi tomada pelo Império Seljúcida.